# Automolis morag
Automolis morag là một loài bướm đêm thuộc phân họ Arctiinae, họ Erebidae.